# 蔡啟芳
蔡啟芳（台灣話 : Tshuà Khé-hong，1954年7月12日—），台灣政治人物、前立法委員，現任財團法人台灣省私立嘉義濟美仁愛之家董事長，曾因一清專案而入獄，台灣嘉義縣布袋鎮新塭人，民主進步黨籍。

## 生平
蔡啟芳出身政治世家，其祖父蔡仁、父親蔡長銘都擔任過嘉義縣議員，父親蔡長銘為國民黨嘉義黃派要角，曾擔任嘉義縣議會第七、八屆副議長以及第九屆議長，其子蔡易餘為民進黨籍現任立法委員。
1984年因為一清專案而入獄。出獄後曾於1989年參選嘉義縣的增額立法委員選舉落選，但是在1990年當選嘉義縣布袋鎮長；1991年的第二屆國大代表選舉中，於嘉義市當選。1996年，蔡啟芳當選不分區國大代表並曾擔任國大黨團召集人，1997年，有意參選嘉義市長，但在黨內初選期間便被民進黨拒絕。蔡啟芳也曾擔任民進黨嘉義縣黨部主委以及嘉義市黨部主委，並且曾經加入過民進黨內次團正義連線。
2004年，蔡啟芳連任第六屆立法委員，而且還擔任台灣日光燈董事長。
2005年12月15日，宣布參選民主進步黨主席，但最終並未參加選舉。
2006年，民進黨立委蕭美琴有意草擬及遊說《同性婚姻法》的法律制定案，遭蔡等23名立委提出反對連署，阻擋《同性婚姻法》一讀。
2016年5月9日，蔡啟芳卸任立委之後，在嘉義市政府後方開設蔡啟芳做嘜固小吃店，並擔任老闆。但約在2017年即歇業。
2017年5月25日，其子蔡易餘於政論節目《新聞挖挖哇》披露，在得知其很疼愛的一個外甥實為同性戀者後，轉而支持同性婚姻。
2020年7月11日，因肺阻塞末期，於當天早上8點在台大醫院進行肺部移植手術，其子現任嘉義縣立委蔡易餘晚上7點時說，歷經11個小時手術，醫師徐紹勛稍早告知家屬，移植過程非常順利，目前已在最後傷口縫合過程，接下來2個禮拜是器官是否排斥的危險期，並感謝各界的關心。蔡易餘說，父親是因肺阻塞末期，上個月住進病院插管治療，昨天台大醫院通知可做肺部移植手術，緊急與家人討論後，決定同意手術；蔡易餘說，父親因長期抽菸，肺阻塞已10多年，3年前戒菸，但肺部功能持續下滑，最近病況嚴重，也提醒民眾注意抽菸對健康的影響。

## 爭議

### 黑道背景
蔡啟芳雖然出身政治世家，但初中時便在道上背著「菜市仔」的名號，「走闖」妓院、酒家、賭場，更曾因率眾砍人，而與竹聯幫老大陳啟禮、四海幫老大蔡冠倫等大哥級人物，一起移送綠島管訓。
- 1997年4月4日，蔡啟芳召開記者會，對於民進黨中執會，因為他具有黑道背景，而遲遲不提名他代表民進黨參選嘉義市長表示不滿[7][8]。

- 2013年5月1日，民進黨中常委李清福在中常會提及，「前立委蔡啟芳有槍砲彈藥前科、立委陳明文也有前科，是不是黑道？排黑要不要溯及既往？」[9]。蔡易餘指出，蔡啟芳以前曾贏得嘉義市長的黨內初選，當時就是因為黨內的「排黑」，無法獲得提名，此為確實案例。

### 相關人士遭檢方以賄選偵辦未起訴
2007年7月11日，民進黨嘉義縣黨部水上鄉席開20桌，宴請水上鄉地區的樁腳與選民共一百八十人，與會者包括陳明文、蔡啟芳、嘉義縣議員吳李綠、劉敬祥、水上鄉農會總幹事林滄賢、林崑山等地方重要樁腳，檢調表示，陳明文、蔡啟芳在餐會中，除公開要求賓客投票支持蔡啟芳，並要求與會者提早動員拉票。嘉義地檢署約談民進黨嘉義縣黨部執行長吳溪瀨、水上鄉前鄉長林崑山、立委蔡啟芳助理謝坤林等三人到案，檢方並以涉嫌替蔡啟芳期約賄選，分別各以十五、二十、十萬元交保。2008年2月25日，檢察官王振名偵結，民進黨嘉義縣黨部主委蔡長雄等20人全部獲得不起訴處分。蔡長雄表示，希望檢方往後辦案更慎重。

### 侮辱女性
2003年4月2日，蔡啟芳在議場上，一面做出女性胸部的動作，一面向同僚說：「陳文茜委員曾說到乳房是女人社交的工具，我也想跟她交際一下」。

### 侮辱老師
2003年11月，蔡在立院大罵：「多數老師都是一些王八蛋」；泛藍立委立即予以強烈譴責；全國教師會也強烈要求蔡道歉 。原本還不願承認失言的蔡啟芳，最後仍在民進黨團的要求下，下午主動舉行記者會，承認自己措詞不當，向全國的老師道歉。

### 介入媒體
2005年，蔡曾宣稱如TVBS不關門，就改姓「婊」，但隨後陳水扁總統出面表示，在他任內不會關掉任何媒體，蔡啟芳後向TVBS道歉，並且在自己的立委辦公室名牌貼上「裱」字，強調一切就事論事，以後大家叫他「裱」哥也沒關係。

### 嗆兒不推赦扁就斷關係
2017年5月22日，蔡在臉書上向立委兒子蔡易餘「喊話」表示，「立院本會期蔡易餘是司委會召委，如不把《赦免法》之修正案排入議程，那父子關係就結束」。蔡易餘表示，「父親很明顯的，他應該是在講幹話。大家都知道，我爸爸是講幹話之王。」。

### 爆料民進黨派系花錢養黨員
2017年5月24日，蔡啟芳在臉書上爆料，民進黨長期被新潮流系與美麗島系把持，要當黨主席的人必須看這兩個派系的臉色，因為這兩個派系在全國各地皆有經營黨員、代繳黨費等，所以各地方黨部主任委員或黨代表不是新潮流系、就是美麗島系，「而這兩個派系又皆是親中的派系，金錢方面當不虞匱乏」。蔡啟芳甚至宣稱，近二十年來，他每年花費新臺幣數千多萬元，在民進黨嘉義縣黨部及嘉義市黨部養了四千多名人頭黨員。同月25日，民進黨秘書長洪耀福回應，民進黨過去因中下階層黨員較多而有些公職人員幫忙代繳黨費，但是繳黨費制度已經改了很多年，現在一年黨費新臺幣300元多是黨員親自去繳，「蔡啟芳活在二十年前」。

## 選舉紀錄
| 年度 | 選舉屆數                     | 選舉區               | 所屬政黨   | 得票數    | 得票率 | 當選標記 | 備註 |
| ---- | ---------------------------- | -------------------- | ---------- | --------- | ------ | -------- | ---- |
| 1989 | 第一屆立法委員第六次增額選舉 | 臺灣省第十選舉區     | 民主進步黨 | 13,172    | 6.17%  |          |      |
| 1990 | 第十一屆布袋鎮鎮長選舉       | 嘉義縣布袋鎮         | 民主進步黨 |           |        |          |      |
| 1991 | 第二屆國民大會代表選舉       | 嘉義市選舉區         | 民主進步黨 | 20,114    | 22.00% |          |      |
| 1996 | 第三屆國民大會代表選舉       | 全國不分區選舉區     | 民主進步黨 | 3,112,736 | 29.90% |          |      |
| 2001 | 第五屆立法委員選舉           | 嘉義縣立法委員選舉區 | 民主進步黨 | 43,824    | 16.75% |          |      |
| 2004 | 第六屆立法委員選舉           | 嘉義縣立法委員選舉區 | 民主進步黨 | 37,815    | 15.11% |          |      |
| 2008 | 第七屆立法委員選舉           | 嘉義縣第一選舉區     | 民主進步黨 | 55,860    | 42.53% |          |      |

## 外部連結
- 蔡啟芳的Facebook專頁
- 立法院 （页面存档备份，存于）